# Yeo Seo-Jeong
Yeo Seo-Jeong (en coreano: 여서정; Seúl, 20 de febrero de 2002) es una deportista surcoreana que compite en gimnasia artística, especialista en la prueba de salto de potro.
Participó en los Juegos Olímpicos de Tokio 2020, obteniendo una medalla de bronce en su especialidad. Ganó una medalla de bronce en el Campeonato Mundial de Gimnasia Artística de 2023, en el salto de potro.

## Palmarés internacional
| Juegos Olímpicos   | Juegos Olímpicos  | Juegos Olímpicos  | Juegos Olímpicos |
| Año                | Lugar             | Medalla           | Prueba           |
| ------------------ | ----------------- | ----------------- | ---------------- |
| 2020               | Tokio (Japón)     | Medalla de bronce | Salto de potro   |
| Campeonato Mundial |                   |                   |                  |
| Año                | Lugar             | Medalla           | Prueba           |
| 2023               | Amberes (Bélgica) | Medalla de bronce | Salto de potro   |